# Rivière Cabeloga
Rivière Cabeloga är ett vattendrag i Kanada.   Det ligger i provinsen Québec, i den sydöstra delen av landet, 400 km nordost om huvudstaden Ottawa. Rivière Cabeloga ligger vid sjön Lac Ménicanane.
I omgivningarna runt Rivière Cabeloga växer i huvudsak blandskog. Trakten runt Rivière Cabeloga är nära nog obefolkad, med mindre än två invånare per kvadratkilometer.